# Wereldkampioenschappen moderne vijfkamp 1993
De wereldkampioenschappen moderne vijfkamp 1993 werden gehouden in Darmstadt Duitsland. Er stonden vier onderdelen op het programma. De teamonderdelen kwamen te vervallen.

## Medailles

### Mannen
| Onderdeel   | Goud | Goud                                           | Zilver | Zilver                                              | Brons | Brons                                                |
| ----------- | ---- | ---------------------------------------------- | ------ | --------------------------------------------------- | ----- | ---------------------------------------------------- |
| Individueel | GBR  | Richard Phelps                                 | HUN    | László Fábián                                       | FRA   | Sébastien Deleigne                                   |
| Estafette   | HUN  | László Fábián Attila Kálnoki Kis Attila Mizsér | FRA    | Frédéric Clercq Olivier Clergeau Sébastien Deleigne | ITA   | Alessandro Conforto Roberto Bomprezzi Cesare Toraldo |

### Vrouwen
| Onderdeel   | Goud | Goud                                                      | Zilver | Zilver                                              | Brons | Brons                                |
| ----------- | ---- | --------------------------------------------------------- | ------ | --------------------------------------------------- | ----- | ------------------------------------ |
| Individueel | DEN  | Eva Fjellerup                                             | POL    | Iwona Kowalewska                                    | POL   | Dorota Idzi                          |
| Estafette   | RUS  | Tatjana Tsjernetskaja Jelizaveta Soevorova Irina Krasnova | ITA    | Bаrbara Boccolari Cristina Minelli Emanuela Gabella | HUN   | Iréne Kovács Gleb Pécsi Andrea Tulok |

### Medaillespiegel
| Plaats | Land                | Goud | Zilver | Brons | Totaal |
| 1      | Hongarije           | 1    | 1      | 1     | 3      |
| 2      | Denemarken          | 1    | 0      | 0     | 1      |
| 2      | Rusland             | 1    | 0      | 0     | 1      |
| 2      | Verenigd Koninkrijk | 1    | 0      | 0     | 1      |
| 5      | Denemarken          | 0    | 1      | 1     | 2      |
| 5      | Italië              | 0    | 1      | 1     | 2      |
| 5      | Polen               | 0    | 1      | 1     | 2      |
| Totaal | Totaal              | 4    | 4      | 4     | 12     |